# 刘唐
刘唐，小说《水浒传》中人物。祖籍东潞州人氏，自幼飘荡江湖，专好结交好汉。曾在山东、河北做过私商。生得紫黑阔脸，通体黑毛，头发发黄，鬓边生有朱砂记，绰号赤髮鬼。专使一口，武艺过人。

## 經歷
他探听得大名府梁中书将生辰纲运往东京为其岳父蔡京祝寿，便投晁盖报信。刘唐到了东溪村，醉倒在灵官庙，被巡逻的雷横抓住，幸好被晁盖賄賂搭救。刘唐忿恨被雷横抓住，回頭向雷横討先前晁蓋給的賂金，雷橫不還兩人便打起来，數回合過後雷橫屈居下風之際，被路過的吴用劝开。后与吴用等一同智取生辰纲，为避官府追缉而上梁山。
刘唐在梁山为步军头领，把守东山一关。受招安后，随宋江、卢俊义四方征战，打方腊攻打杭州时，被闸板闸死在杭州候潮门下。追封为忠武郎。

## 影視
- 1961年京剧电影《周信芳的舞台艺术》“下书杀惜”部分：王正屏
- 1972年香港邵氏《水滸傳》：梁尚云
- 1975年香港邵氏《荡寇志》：梁尚云
- 1983年山东版《水浒》：张富民
- 1988年电影《阮氏三雄》：沈保平
- 1998年央视版《水浒传》：邰祖辉
- 2011年电影《赤发鬼刘唐》：郑浩南
- 2011年版《水浒传》：寇占文
- 2013年版《武松》：孟飞勇